# Joseph Emanuel Fischer von Erlach
Joseph Emanuel Fischer von Erlach (n. 13 septembrie 1693, Viena - d. 29 iunie 1742, Viena) a fost un arhitect austriac din epoca barocului, fiul lui Johann Bernhard Fischer von Erlach (1656-1723).

## Activitatea
- Clădiri monumentale

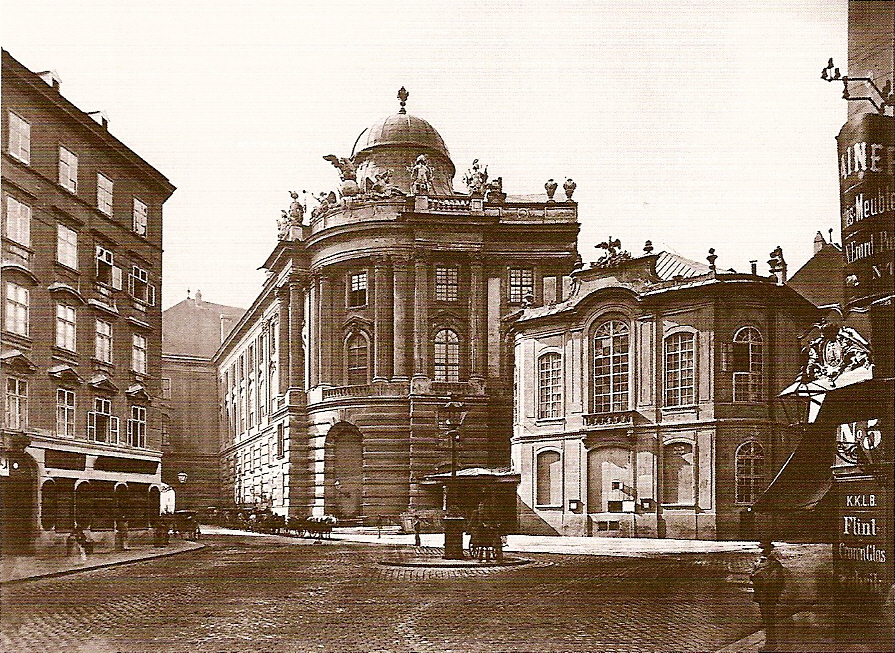
Școala de călărie de iarnă din spatele vechiului Teatru orășenesc (Piața Michaeler)

  - Planuri pentru Michaelertrakt din Hofburg, 1726
  - Execuția Bibliotecii Curții Imperiale din Viena
  - Școala de călărie de iarnă
  - Aripa Cancelariei Imperiale a Hofburg-ului (continuare către Hildebrandt)
  - Finalizarea Clădirii grajdului (azi: MuseumsQuartier), 1725
  - Reproiectarea mănăstirii din Klosterneuburg

- Castele și palate
  - Castelul Eckartsau
  - Schimbări la Castelul Thürnthal, 1725
  - Schimbări la Castelul Kirchstetten
  - Schimbări la Castelul Joslowitz
  - Schimbări la Castelul Austerlitz
  - Schimbări la Castelul Seelowitz
  - Schimbări la Castelul Frain
  - Palatul Althan (palatul de grădină)
  - Finalizarea Palatului Schwarzenberg (palatul de grădină)
  - Schimbări la Palatul Lamberg, 1730
  - Schimbări la Palatul Lobkowitz
  - Planificarea Palatului Academiei Cavalerilor din Liegnitz

- Clădiri sacre 
  - Continuarea edificării bisericii Karlskirche⁠(en)[traduceți]
  - Biserica parohială din Großweikersdorf
  - Refacerea bisericii și a parohiei din Šafov (Republica Cehă), 1745